# Lazzaro Mocenigo (sommergibile 1919)
Il Lazzaro Mocenigo è stato un sommergibile della Regia Marina.

## Storia
Nel 1921 compì un viaggio nel Tirreno settentrionale.
Nel 1924 partecipò ad un'esercitazione tenutasi al largo della Sicilia ed in mar Tirreno, facendo tappa a La Maddalena.
Il 1º ottobre 1925 fu posto sotto il diretto controllo del Comando Armata Navale.
Nel 1928 svolse alcune crociere nelle acque di Sardegna e Toscana.
Nel 1929 svolse viaggi di addestramento nel Tirreno centro-settentrionale.
Nell'ottobre 1931 lasciò La Spezia e si portò a Taranto.
Trascorse il resto della sua vita operativa nel porto pugliese sino alla radiazione (1937) ed alla successiva demolizione.